# Sophus Bresemann
Sophus Hans Madsen Daugaard Bresemann (født 14. november 1864 i København, død 19. oktober 1945 samme sted) var en dansk redaktør og socialdemokratisk politiker. Han var borgmester i Nakskov 1914-1928 og medlem af Folketinget fra 1913 til 1935. Bresemann blev den første socialdemokratiske borgmester udenfor København og iværksatte et ambitiøst reformprogram i Nakskov indenfor blandt andet skole-, sundheds- og socialområdet og et omfattende boligbyggeri. Han blev dermed en af de fremmeste repræsentanter for den såkaldte kommunesocialisme.

## Levnedsløb
Sophus Bresemann lærte bødkerfaget og var 1886-1891 formand for Bødkerforeningen af 1873, forretningsfører for Bødkerforbundet i Danmark 1890-1897 og redaktør af Samarbejdet 1893-97. Han ankom til Nakskov fra Nordjylland i begyndelsen af forrige århundrede fra en stilling som redaktør af Nordjyllands Arbejderblad i Aalborg (1897-1900). I Nakskov blev han i 1901 redaktør for Lolland-Falster Social-Demokrat – det senere Ny Dag, hvilket han var indtil 1919.
1905 blev han medlem af Nakskov Byråd, og i 1914 blev Bresemann den første socialdemokratiske borgmester i Nakskov. Han var især aktiv i bestræbelserne på reformere de sociale områder; sundhed, pleje, boligplanlægning og undervisning. Således var det med ham som drivkraft at Nakskov i årene frem til 1920 fik indført gratis skolelæge, gratis skoletandlæge og nyt sygehus. Derudover blev skolepengene afskaffet i Nakskov Kommune, og der blev bygget en række nye skoler med moderne faciliteter som sløjdlokaler og tidssvarende idrætsanlæg og badeanlæg til svømmeundervisningen. Bresemann beholdt borgmesterposten frem til 1928.
I 1916 tilskyndede Bresemann sammen med grosserer Alfred Christensen ØK og dette selskabs leder H.N. Andersen, der oprindelig var nakskovit, til at oprette Nakskov Skibsværft, der senere blev byens og hele øens største arbejdsplads.
I 1913 blev Bresemann valgt til Folketinget (i Nakskovkredsen), hvor han blev Socialdemokratiets ordfører i sociale spørgsmål og offentlige arbejder. Bresemann trak sig fra politik i 1935, 71 år gammel, og døde 10 år senere. Der er rejst en statue af granit af borgmesteren i Jernbaneanlægget i Nakskov, udført af Kaj Louis Jensen.

## Andre hverv
Bresemann var desuden bestyrelsesmedlem i A/S Nakskov Skibsværft fra 1916, af Købstadsforeningen fra 1917, af Dansk Brændsels- og Kontrolforening fra 1918, af Sammenslutningen af danske havne og medlem af direktionen for Nakskov-Rødby Jernbane.